# Cosmin Hănceanu
Cosmin Hănceanu (n. 26 iulie 1986, Iași) este un scrimer român specializat pe sabie, laureat cu bronzul la individual și cu aurul pe echipe la Campionatul Mondial din 2009.

## Carieră
Hănceanu a început scrima la vârsta de zece ani la CSM Iași cu antrenorul Iulian Bițucă, înainte de a transferat la CSA Steaua și de intrat în echipa națională.
Împreună cu Florin Zalomir, Tiberiu Dolniceanu și Rareș Dumitrescu, a cucerit medalia de argint pe echipe la Campionatul European din 2009 de la Plovdiv, după România a fost învinsă de Italia în finala. În același an, la Campionatul Mondial de la Antalya, România a trecut de Germania, Franța și Ungaria. A întâlnit din nou echipa Italiei în finala. De data asta, delegația României s-a impusă cu scorul 45–44, câștigând primul titlu mondial din istorie la sabie pe echipe.
Clasat pe locul 53 după Campionatul Mondial din 2010 de la Paris, Hănceanu a ajuns în sferturile de finală, unde l-a învins pe rusul Aleksei Iakimenko. A pierdut în semifinală cu sud-coreeanul Won Woo-young și s-a mulțumit cu bronzul. La proba pe echipe, România a fost zdrobită de Rusia în semifinală, dar a învins Belarusia în meciul pentru a treia treaptă a podiumului.
Hănceanu nu a fost selecționat în echipa națională pentru Jocurile Olimpice de la Londra, fiind înlocuit cu Tiberiu Dolniceanu. A decis să pună punct carierei și a devenit un antrenor la CSA Steaua.

## Legături externe
- Prezentare Arhivat în 24 septembrie 2015, la Wayback Machine. la Confederația Europeană de Scrimă